# Schulgeschwader (Bundesmarine)

Geschwaderstander als Kommandozeichen des Kommandeurs 1. Geleitgeschwader / Schulgeschwader

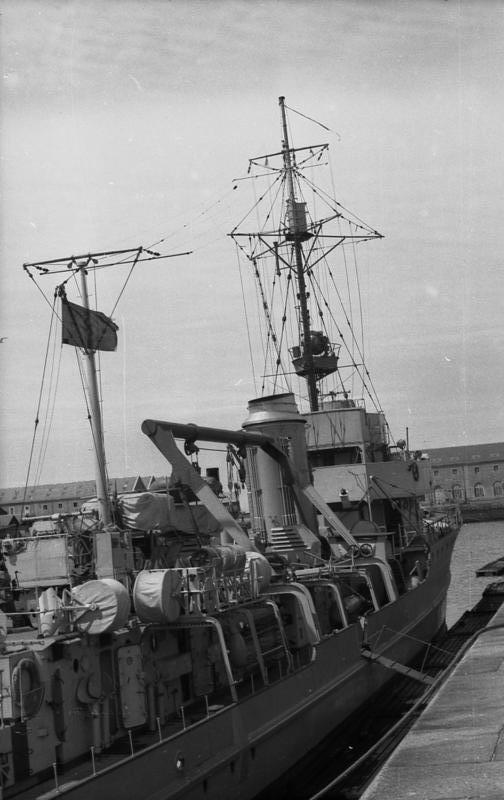
Ein Minensuchboot der Kriegsmarine Typ 1935; fünf dieser Boote wurden zu Schulbooten der Wespe-Klasse umgebaut.

Das Schulgeschwader der Bundesmarine war ein Ausbildungsverband aus mehreren Schulbooten, das von 1956 bis 1963 bestand. Es ist zu unterscheiden von dem von 1956 bis 1958 bestehenden Schulgeschwader Ostsee.

## Geschichte
Das Schulgeschwader wurde mit Aufstellungsbefehl vom 20. November 1956 unter der Bezeichnung 1. Geleitgeschwader in Wilhelmshaven aufgestellt und dem Kommando der Seestreitkräfte direkt unterstellt. Es wurde ab Februar 1957 mit fünf aus Frankreich zurückgekauften ehemaligen Minensuchbooten des Typs 1935 ausgestattet, die zu Schulbooten/Geleitbooten der Wespe-Klasse umgebaut wurden. Sie trugen die Namen Biene, Bremse, Brummer, Hummel und Wespe, was dem Geschwader zu dem Beinamen Insektengeschwader verhalf.
Am 14. November 1957 verlegte das Geschwader nach Cuxhaven und wurde am 1. April 1958 dem Kommando der Zerstörer unterstellt. Am 1. Oktober 1959 wechselte die Unterstellung des Geschwaders unter das Kommando der Marineausbildung. Zugleich wurden ihm die Schulboote Eider und Trave als Tender unterstellt. Am 1. Juli 1960 verlegte das Geschwader unter gleichzeitiger Umbenennung in Schulgeschwader in den Marinestützpunkt Kiel und wurde am 1. April 1961 dem Kommando der Schulschiffe unterstellt. Unter gleichzeitiger Außerdienststellung aller Geleitboote wurde das Geschwader zum 30. September 1963 aufgelöst. Die Boote Eider und Trave wechselten anschließend mehrfach Aufgabe und Unterstellung.

## Aufgaben
Das Geschwader hatte, auch wenn es ursprünglich als Geleitgeschwader bezeichnet wurde, von Anfang an den Auftrag als Ausbildungsgeschwader. Seine Reisen dienten vor allem der Ausbildung Reserve- und Zeitoffizieranwärter. Außerdem nahm das Geschwader an NATO-Manövern teil, vor allem weil die im Aufbau befindliche Bundesmarine anfangs kaum über andere Einheiten verfügte, die für weitere Einsätze und militärische Operationen geeignet waren.
Während der im November 1958 begonnenen Berlin-Krise lief das Geschwader mit den ersten Reserveoffizieranwärtern der Bundesmarine, die am 1. April 1958 ihren Dienst angetreten hatten, anstelle der vorgesehenen Ausbildungsreise voll aufmunitioniert nach Gibraltar und kehrte kurz vor Weihnachten 1958 nach Cuxhaven zurück. Im Januar 1959 folgte eine Ausbildungsreise für dieselbe Crew mit Häfen in Großbritannien, Frankreich, Spanien, Portugal und Italien, wobei es teilweise um die ersten Besuche deutscher Kriegsschiffe in dem jeweiligen Land nach dem Zweiten Weltkrieg handelte.

## Kommandeure
| Nr. | Dienstgrad            | Name                            | Beginn des Kommandos | Ende des Kommandos | Bemerkungen                                  |
| --- | --------------------- | ------------------------------- | -------------------- | ------------------ | -------------------------------------------- |
| 6   | Fregattenkapitän      | Horst von Schroeter             | 1. April 1963        | 30. September 1963 |                                              |
| 5   | FKpt                  | Carlheinz Vorsteher             | 1. Oktober 1961      | 31. März 1963      |                                              |
| 4   | Korvettenkapitän/FKpt | Egon Freiherr von Schlippenbach | 1. Mai 1960          | 30. September 1961 | 1. Juli 1960: Umbenennung in Schulgeschwader |
| 3   | FKpt/KzS              | Adolf Piening                   | 1. April 1959        | 30. April 1960     |                                              |
| 2   | FKpt                  | Hans Dehnert                    | 16. Oktober 1957     | 31. März 1959      |                                              |
| 1   | FKpt                  | Otto Kretschmer                 | 3. Januar 1957       | 15. Oktober 1957   |                                              |